# Règles du Concours Eurovision de la chanson
Le Concours Eurovision de la chanson est un évènement annuel organisé par l’UER, l’Union européenne de radio-télévision. Il réunit les membres de l’Union dans le cadre d’une compétition musicale, diffusée en direct et en simultané par tous les diffuseurs participants. Le concours est retransmis à la télévision (par câble et satellite), la radio et sur Internet.
Certains principes sont demeurés inchangés depuis 1956. Néanmoins, la plupart des règles du concours ont évolué au fur et à mesure des éditions et des développements technologiques et musicaux.

## Historique
Les règles de la toute première édition du concours demeurent, à bien des égards, exceptionnelles. Ainsi, chaque pays présenta deux chansons, point rendu nécessaire par le nombre restreint de pays participants. Seuls des artistes en solo furent admis à concourir et toute chorégraphie fut interdite. Le présentateur, Lohengrin Filipello, s’exprima exclusivement en italien, la règle obligeant les présentateurs à s'adresser au public dans les deux langues officielles de l'UER (le français et l'anglais) n'étant pas encore entrée en vigueur. Enfin, aucune règle concernant la durée et la langue des chansons ne fut fixée. Le vote, quant à lui, fut décidé entièrement par un jury international. Chaque pays participant envoya sur place deux jurés, sauf le Luxembourg. L’UER permit à ce pays de se faire représenter par les jurés suisses. Chaque juré pouvait attribuer deux points à la chanson de sa préférence. Les jurés avaient le droit de voter pour une chanson de leur propre pays. Les résultats complets ne furent jamais rendus publics. Le président du jury, Rolf Liebermann, se contenta d’annoncer le nom de la chanson victorieuse et de son interprète. Les bulletins de vote furent détruits immédiatement. Il n’y eut donc ni deuxième, ni dernière place.
L'édition 1957 marqua le véritable point de départ du concours dans sa forme actuelle. Ainsi, les pays participants ne purent présenter qu'une seule et unique chanson. En revanche, des duos furent admis à concourir. Il fut également décidé que la procédure de vote deviendrait part intégrale du spectacle. Les jurys seraient désormais contactés par téléphone et donneraient leurs résultats oralement et en direct. C’est alors que fut introduite une règle fondamentale du concours : il fut désormais interdit aux membres des jurys nationaux de voter pour leur propre pays. Durant la procédure, les votes furent affichés et additionnés au fur et à mesure sur un tableau d’affichage.
Par la suite, le règlement du concours fut adapté selon les circonstances.

### Emploi des langues
En 1965, pour la toute première fois, un participant interpréta sa chanson dans une autre langue que la langue nationale de son pays. Il s'agit du représentant suédois, Ingvar Wixell, qui chanta en anglais. Cette démarche, non prévue par le règlement et vivement contestée, conduisit à une modification des règles et, dès l'année suivante, à l'obligation aux pays participants de chanter dans une de leurs langues nationales. En 1973, l'UER mit fin à cette obligation, puis la réinstaura en 1977, avant de l'abolir définitivement en 1999.

### Ex aequo
En 1969, pour la première fois, le vote se termina sur un ex aequo. L’Espagne, la France, les Pays-Bas et le Royaume-Uni obtinrent chacun 18 votes. Cette possibilité n’ayant pas été envisagée par le règlement, ces quatre pays furent déclarés vainqueurs et il y eut donc quatre chansons gagnantes. Afin d'éviter à nouveau ce cas de figure, l'UER adapta le règlement du concours. Désormais, si deux ou plusieurs chansons obtenaient le même nombre de votes, elles seraient chantées à nouveau. Les jurys des autres pays devraient alors revoter et choisir laquelle leur semblait la meilleure. En cas de nouvel ex aequo, les chansons concernées seraient toutes déclarées gagnantes. En 1989, l'UER modifia la règle. Désormais, en cas d'ex aequo, la victoire serait attribuée au pays ayant remporté le plus de « douze points ». Si deux ou plusieurs pays avaient reçu en nombre égal la note maximale, ils seraient départagés par le décompte des « dix points », etc.. En 2003, l'UER modifia une dernière fois la règle en matière d’ex aequo. Désormais, si deux ou plusieurs pays obtenaient le même score final, serait déclaré vainqueur, le pays ayant reçu des points du plus grand nombre de pays participants. En cas de nouvelle égalité, il serait alors procédé au décompte des « douze points », puis des « dix », etc.

### Financement
En 1976, une vive polémique éclata en Suède sur la participation du pays à l'Eurovision. Il y eut plusieurs manifestations d'opposition au concours, jugé trop commercial. De plus, la télévision publique suédoise estima n'avoir plus les moyens d'organiser une nouvelle édition, en cas de victoire du pays. La Suède se retira alors. L'UER décida en conséquence de modifier les règles de financement du concours : désormais, chaque télédiffuseur devrait payer une quote-part. Cela permit de ne plus faire assumer l'intégralité des frais par le télédiffuseur hôte.

### Orchestre
En 1976, une règle importante du concours fut modifiée : pour la toute première fois, le playback instrumental fut autorisé. Mais à condition que certains passages de la composition ne puissent être reproduits par l'orchestre. En 1999, le recours à un orchestre devint facultatif. La télévision publique israélienne se saisit de cette opportunité pour réduire le budget de l’organisation et ne fournit simplement aucun orchestre aux participants. Ce fut donc la première fois dans l’histoire du concours qu’aucune musique ne fut interprétée en direct durant la retransmission et que tous les interprètes furent accompagnés d’une bande-son.

### Âge limite
En 1989, deux des participants suscitèrent une vive controverse dans les médias, en raison de leur jeune âge. Le représentant israélien, Gili, était en effet âgé de douze ans. Quant à la représentante française, Nathalie Pâque, elle en avait à peine onze. Sans oublier la candidate Sandra Kim, représentant la Belgique, avec sa chanson "J'aime La Vie" en 1986 alors âgée de 14 ans. L'UER décida alors de modifier le règlement du concours. Dès l'année suivante, il fut imposé aux candidats d'avoir seize ans révolus, le jour du concours

### Relégation et demi-finales
En 1994, l’UER introduisit une nouvelle règle, visant à réguler le trop grand nombre de pays souhaitant participer au concours : la relégation. Désormais, les six pays terminant aux dernières places du classement final perdaient leur droit à concourir l’année suivante. En 1997, la règle de relégation fut adaptée. Désormais, les pays participants[Combien ?] seraient relégués selon la moyenne des résultats obtenus lors de leurs cinq dernières participations. Aucun pays ne pourrait être relégué plus d’une année. En 1999, l’UER décida de créer un statut particulier pour ses plus importants contributeurs financiers. Ceux-ci recevraient désormais la garantie d’une place automatique en finale, quels que soient leurs résultats des cinq années précédentes. Cette mesure concerna à l’époque l’Allemagne, l’Espagne, la France et le Royaume-Uni, connus désormais sous l’appellation collective de « Big Four ». L’Italie vint les rejoindre en 2011 et ensemble, ils formèrent alors le groupe des « Big Five ». En 2000, la règle de relégation fut modifiée pour la dernière fois. Désormais, seraient qualifiés d’office pour la finale de l’année suivante : les « Big Five », les pays ayant été relégués et les quinze pays ayant obtenu le meilleur classement (ce compris le pays vainqueur).
En 2004, face au nombre croissant de pays souhaitant concourir, l’UER décida de supprimer le système des relégations et d’introduire une demi-finale, afin de déterminer les participants à la finale. Désormais, seraient qualifiés d’office pour cette dernière : les « Big Five » ainsi que les dix autres pays ayant terminé en tête du classement (ce compris le pays vainqueur). Tous les autres pays devraient passer par la demi-finale, organisée le mercredi précédent la finale et au terme de laquelle dix autres pays se qualifieraient. Les pays non qualifiés[Combien ?] conserveraient néanmoins leur droit de vote pour la finale. Le nombre croissant de pays participants et la controverse sur les résultats de l’édition 2007 poussèrent l’UER à modifier les règles du concours. Le principe d’une demi-finale unique, utilisé depuis 2004, fut supprimé et remplacé à partir de l'Eurovision 2008 par celui de deux demi-finales, organisées le mardi et le jeudi précédant la finale. Désormais, ne seraient plus qualifiés automatiquement pour la finale que le pays hôte (vainqueur de l’édition précédente) et les « Big Five ». Tous les autres pays participants devraient passer par une des deux demi-finales pour se qualifier.

## Format
La dénomination officielle de l'évènement est « Concours Eurovision de la chanson », suivie de l'année durant laquelle il a lieu. Cette dénomination doit être utilisée par tous les diffuseurs participants. Ils peuvent néanmoins recourir à une traduction dans une de leurs langues nationales, à condition d'en demander la permission aux Services Permanents de l'UER.
Le concours est une coproduction internationale, organisée par l'Union européenne de radio-télévision et réunissant les membres de celle-ci. Il consiste en trois émissions diffusées en direct : deux demi-finales (ayant lieu le mardi et le jeudi) et une finale (ayant lieu le samedi). Ces trois émissions sont produites et retransmises en direct par le diffuseur hôte, et relayées par le réseau Eurovision.
Les trois émissions se doivent d'être des productions télévisuelles de haute qualité artistique et de dimension internationale. Elles voient la présentation successive des chansons choisies par les membres actifs de l'UER pour les représenter au concours.
Les trois émissions sont animées par des présentateurs internationaux. Ceux-ci doivent s'exprimer en anglais et en français. Les diffuseurs doivent appointer des commentateurs nationaux pour relayer l'évènement à l’attention de leur audience nationale respective.
La finale se conclut par la remise du trophée aux auteurs, compositeurs et interprètes de la chanson gagnante, ainsi qu'aux représentants du diffuseur victorieux ; puis, par la reprise de la chanson gagnante.

## Participants
Seuls les membres actifs de l’UER peuvent participer au concours. La participation au concours n’est cependant obligatoire pour aucun de ces membres.
Les membres actifs de l’UER sont soit les diffuseurs des pays situés dans la Zone européenne de radiodiffusion et membres de l’Union internationale des télécommunications ; soit les diffuseurs des pays situés en dehors de la Zone européenne de radiodiffusion et membres du Conseil de l’Europe. Ces diffuseurs doivent opérer dans leur pays avec l’autorisation des autorités compétentes et fournir un service public de caractère et d’importance nationale.
Les diffuseurs doivent en outre remplir plusieurs autres conditions pour devenir membres actifs. Ils doivent pouvoir procéder à des retransmissions radio et télé de qualité technique satisfaisante. Ils doivent offrir une offre de programmes équilibrée et susceptible de s’adresser à toutes les catégories de la population du pays concerné, indépendamment de tout critère d’audimat ou de rentabilité. Ils doivent produire ou commissionner une partie substantielle de leurs programmes, sur leur propre budget et selon leur propre ligne éditoriale. Enfin, ils ne doivent pas être liés à une agence de droits sportifs en compétition avec l’UER, pour l’acquisition de droits de retransmission.
Seuls 44 membres actifs de l'UER sont autorisés à prendre part au concours. Une fois inscrits, ils sont connus sous le nom de « diffuseurs participants ». Seuls 26 ou 25 d'entre eux peuvent participer à la finale. Six d'entre eux ont la garantie d'une place automatique en finale : le diffuseur hôte et les diffuseurs participants de l'Allemagne, de l’Espagne, de la France, de l’Italie et du Royaume-Uni. Les 38 autres diffuseurs participants devront être inscrits dans une des deux demi-finales et concourir ainsi pour l'une des 20 places restantes en finale.

## Organisation
L'allocation des diffuseurs participants dans l'une des demi-finales et l'ordre de passage du diffuseur hôte en finale sont déterminés par tirage au sort.
Les changements de chansons, d’artistes, de paroles, de langues, de nom des artistes, de titre des chansons ne sont autorisés qu’avant la réunion des chefs de délégation. Tout changement ultérieur doit recevoir l’approbation du diffuseur hôte, en consultation avec les Services permanents de l’UER, et est automatiquement pénalisé.

## Diffusion
Les diffuseurs participants ne peuvent diffuser tout contenu en lien avec le concours et le concours lui-même, qu’après s’être acquitté d’une contribution financière.
Les diffuseurs non participants doivent demander au préalable et par écrit, la permission de l’UER pour diffuser tout contenu relevant du concours. Ils doivent également s’acquitter d’une contribution financière.
Les médias accrédités sont libres d’utiliser tout matériel enregistré par eux durant le concours.

## Chansons
Les chansons concurrentes sont choisies lors de sélections nationales organisées par les diffuseurs participants. L'organisation et la forme de ces sélections sont laissées à l'entière détermination des diffuseurs participants.
Les chansons retenues ne doivent pas avoir été commercialisées avant le premier septembre de l'année précédente. Si une chanson a été rendue publique avant cette date, par exemple sur une plateforme de vidéos en ligne, un réseau social, ou une banque de données publique, le diffuseur participant doit en informer le Superviseur exécutif du concours. Celui-ci dispose de l’autorité pour évaluer si la composition est apte à concourir. Il devra s’assurer principalement de l’avantage éventuel donné par cette publication avancée vis-à-vis des autres concurrents. Il agit en concertation avec le Groupe de Référence de l’UER.
La durée maximale de chaque chanson et de sa présentation est de trois minutes. Le non-respect de cette règle peut entraîner une disqualification.
Les diffuseurs participants sont entièrement libres de choisir la langue dans laquelle les artistes les représentant chanteront au concours.
Les paroles des chansons, ainsi que leur présentation, ne peuvent porter atteinte, ni au concours, ni à l’UER. Il est interdit d’inclure tout mot ou tout geste de nature politique ou assimilable. Il est interdit d’inclure toute insulte ou tout langage inacceptable. Il est enfin interdit d’inclure tout message publicitaire d’aucune sorte. Tout manquement à ces règles peut entraîner une disqualification.

## Artistes
Tous les artistes doivent être âgés de 16 ans révolus le jour de la finale du concours.
Aucun artiste ne peut concourir pour plusieurs pays lors d’une même édition du concours.

## Présentation
Chaque présentation ne peut compter que six personnes au maximum sur scène. Aucun animal vivant ne peut être amené sur scène.
Tous les artistes participants doivent interpréter leur chanson en direct sur scène. Ils doivent être accompagnés par une bande-son préenregistrée, qui peut contenir des choristes, présents ou non sur scène. À la suite du changement du règlement pour l'édition 2021,, le diffuseur hôte est chargé de vérifier le respect de ces règles.

## Jurys
Tous les diffuseurs participants doivent réunir un Jury national, pour voter lors de la demi-finale, puis de la finale (même s’ils n’ont pas été qualifiés pour cette dernière). Aucune exception ne peut être faite à cette règle.
Les Jurys nationaux sont composés de cinq membres, ce compris un président. Les diffuseurs participants doivent prévoir un membre suppléant, au cas où l’un des membres ne pourrait remplir ses obligations.
Les membres des Jurys doivent tous posséder la nationalité du pays qu’ils représentent. Aucun d’entre eux ne peut être employé par le diffuseur participant. Aucun d’entre eux ne peut avoir de lien d’aucune sorte avec une chanson ou un artiste concourant cette année-là. Tous doivent voter en toute indépendance et impartialité.
Les membres des Jurys doivent avoir un lien avec l’industrie de la musique et exercer une des professions suivantes : présentateur radio ou télé, auteur ou compositeur de musique, artiste ou producteur musical. Ils doivent en outre être choisis de manière équilibrée, afin d’assurer une certaine représentativité, en termes de sexe, d’âge et d’origine.
Les membres des Jurys ne peuvent avoir siégé lors des deux éditions précédentes du concours.
Leurs noms doivent être révélés par les diffuseurs participants, au plus tard durant le cours de la finale.
Les membres des Jurys doivent voter en respectant les instructions qui leur sont données. Ils doivent se réunir dans leur pays lors des deuxièmes répétitions générales de la demi-finale et de la finale. Ils doivent alors regarder ensemble la retransmission  de ces deux répétitions en direct pour déterminer leur vote.

## Vote
Chaque diffuseur participant doit permettre aux téléspectateurs de son pays de participer au vote et à l'élection de la chanson gagnante. Aucun téléspectateur ne peut voter pour la chanson de son propre pays. Les résultats du vote des téléspectateurs doivent être convertis en un classement de toutes les chansons présentées.
Parallèlement, chaque diffuseur doit réunir son Jury national. Chaque membre du Jury doit établir un classement de toutes les chansons présentées. Les jurés ne peuvent voter pour la chanson de leur propre pays. Il leur est en outre interdit de s'abstenir de voter pour une chanson.
Lors des trois soirées, le classement des téléspectateurs et celui du Jury sont comptabilisés séparément. Les dix chansons arrivées en tête de chaque classement reçoivent dans l'ordre ascendant de préférence, 1, 2, 3, 4, 5, 6, 7, 8, 10 et 12 points.
Si un pays est dans l'incapacité, pour quelques raisons que ce soit, de fournir le résultat des votes de ses téléspectateurs, un classement de substitution sera calculé à partir du classement d'un groupe pré-décidé de pays. Idem si un pays est dans l'incapacité de fournir les résultats des votes de son Jury national.

## Résultats
Après que toutes les chansons ont été présentées, les présentateurs doivent annoncer les résultats. Lors des demi-finales, il s'agit des noms des dix pays qualifiés. Lors de la finale, les résultats des jurys professionnels sont annoncés successivement par les porte-paroles des diffuseurs participants. Ces porte-paroles doivent s'exprimer clairement et distinctement, soit en anglais, soit en français. Ils doivent énoncer les noms des pays concernés et le nombre de points qu'ils reçoivent. Les présentateurs doivent alors répéter les résultats dans l'autre langue usuelle du concours (en français, si les résultats sont énoncés en anglais ; en anglais, si les résultats sont énoncés en français). Une fois conclus les votes des jurys, les présentateurs annoncent les votes des téléspectateurs dans l'ordre ascendant, du pays ayant reçu le moins de points à celui en ayant reçu le plus.
Les gagnants respectifs des demi-finales et de la finale sont les chansons qui ont obtenu le plus haut score des votes combinés, au moment de l'annonce des résultats. Les Services Permanents de l'UER valident ces résultats selon les informations que leur transmet leur partenaire commercial pour le télévote.
Les résultats complets des votes des demi-finales et de la finale sont publiés, après la fin de la finale, sur le site officiel du concours eurovision.tv.

## Ex aequo
Si deux ou plusieurs chansons reçoivent exactement le même nombre de télévotes dans un pays donné, la chanson ayant remporté le meilleur résultat dans les votes du Jury national, l’emportera.
Si deux ou plusieurs chansons reçoivent le même nombre de votes du Jury national dans un pays donné, il sera  procédé à un vote à mains levées des membres du Jury pour les départager. En cas de nouvel ex aequo, le vote du plus jeune membre du Jury prévaudra.
Si deux ou plusieurs chansons reçoivent exactement le même nombre de votes, après combinaison des résultats des télévotes et des Jurys nationaux, la chanson ayant obtenu le meilleur résultat du télévote, l’emportera.
En cas d’ex aequo pour la première place en finale, la chanson ayant reçu des points du plus grand nombre de pays participants, l’emportera. En cas de nouvel ex aequo, il sera procédé au décompte des « douze points ». La chanson en ayant remporté le plus grand nombre, l’emportera. En cas de nouvel ex aequo, il sera procédé au décompte des « dix points », etc., etc., jusqu’à résolution du cas.
Si malgré toutes ces procédures, l’ex aequo demeure, la chanson présentée la première durant la soirée, l’emportera.